# Luna (Apayao)
Luna é um município de  segunda classe de renda municipal (d) na província Apayao, nas Filipinas. De acordo com o censo de 1 de maio  de  2020 possui uma população de 21 297 pessoas e 5 047 domicílios.